# Martyren Sankt Görans kyrka, Rijeka
Martyren Sankt Görans kyrka (kroatiska: Crkva svetog Jurja mučenika) är en romersk-katolsk kyrka i Rijeka i Kroatien. Den är tillägnad den kristna martyren Sankt Göran och är belägen vid Trsatborgen i stadsdelen Trsat. Den är församlingskyrka för Martyren Sankt Görans församling och pilgrimsplatsen Trsats äldsta kyrka.

## Historik
Kyrkan uppfördes ursprungligen på initiativ av medlemmar från Frankopan-ätten under 1200-talets mitt och omnämns för första gången i Vinodolkodexen från år 1288. I kyrkan finns altare tillägnade Sankt Göran, Sankt Sebastian och Vår Fru av berget Karmel. Därtill har kyrkan ett tillbyggt kapell ursprungligen uppfört år 1689 och tillägnat Sankt Dismas. Idag är det tillägnat Jesu hjärta. I den stora jordbävningen år 1750 skadades kapellet och hela kyrkobyggnaden. Under ledning av församlingsprästen Josip Zandonati reparerades och återuppbyggdes kyrkan under de nästkommande fyra åren efter jordbävningen. Kyrkans huvudaltare med skulpturer av två helgon är från år 1797. Byggnadens nuvarande utseende härrör från ombyggnationer på 1800-talet.